# Parque Quase-Nacional Myōgi-Arafune-Saku Kōgen
O Parque Quase-Nacional Myogi-Arafune-Saku Kogen é um parque quase-nacional localizado nas prefeituras japonesas de Gunma e Nagano. Estabelecido em 10 de abril de 1969, tem uma área de 13 123 hectares.